# Stenoeme annularis
Stenoeme annularis är en skalbaggsart som beskrevs av Martins 1980. Stenoeme annularis ingår i släktet Stenoeme och familjen långhorningar. Inga underarter finns listade i Catalogue of Life.